# Caractère philocalien

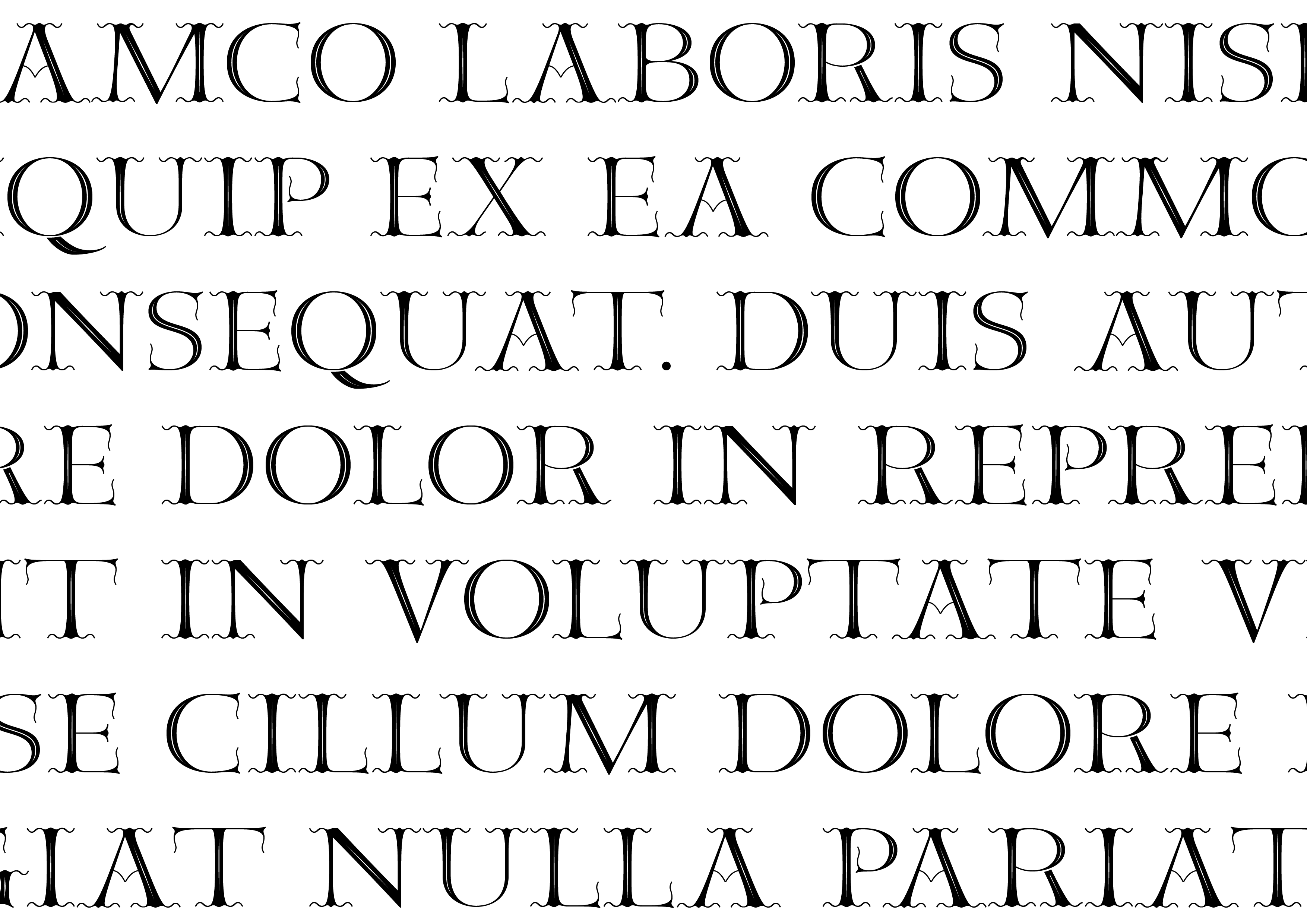
Écriture latine dans une police de caractères nommée Filocalus, qui reprend les caractères philocaliens.

Les caractères philocaliens sont un type de caractère utilisé par l’épigraphie, c’est-à-dire les inscriptions gravées (sur la pierre, le métal).
Ce type de caractère est inventé par Furius Dyonisius Filocalus à la fin du IVe siècle, à la demande du pape Damase Ier, pour servir aux épitaphes des martyrs dont le pape a ordonné qu’on recherche les tombes, et qu’on les dote de pierres tombales relatant les circonstances de leur martyre.